# Melissa Moore
Melissa Moore, née le 22 mai 1996 à Dallas, Texas, est une actrice de film pornographique américaine. Étudiante à Richardson puis serveuse. Elle est introduite par un client à l'industrie du porno alors qu'elle travaillait dans un restaurant du Texas et rencontre par son intermédiaire un agent à Miami qui lui permet de faire carrière dans le milieu du porno. Ayant vécu toute sa jeunesse au Texas, sa carrière la fait s'installer sur la côte Ouest des États-Unis.

## Filmographie sélective
- 2015 : Women Seeking Women 123
- 2016 : Lesbian Adventures: Older Women et Younger Girls 9
- 2016 : Girls Kissing Girls 19
- 2017 : Girls Only
- 2017 : She Loves Her
- 2018 : Just Like My Sister

## Distinctions

### Nominations
- 2018 : AVN Award Nommée pour le Best All-Girl Group Sex Scene - Vampires (2017) avec Abigail Mac, Jelena Jensen, Carter Cruise, Georgia Jones